# Karl Alfred von Hase

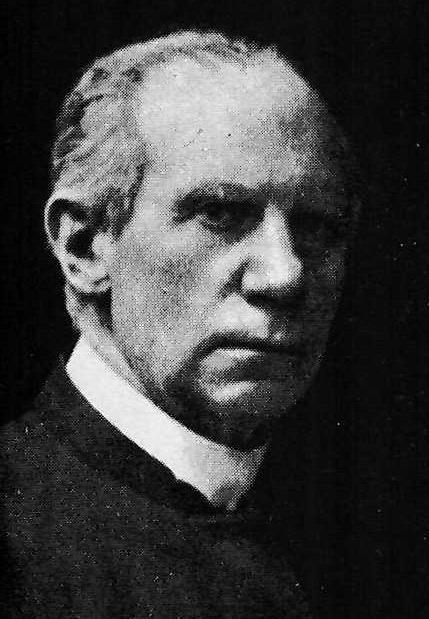
Karl Alfred von Hase (um 1900)

Karl Alfred von Hase (* 12. Juli 1842 in Jena; † 1. Januar 1914 in Breslau) war ein deutscher evangelischer Geistlicher, Praktischer Theologe, Konsistorialrat und Autor. Durch seine Tochter Paula war er Großvater von Dietrich Bonhoeffer.

## Leben
Karl Alfred von Hase war ein Sohn des 1883 geadelten Jenaer Theologieprofessors Karl August von Hase und dessen Frau Pauline geb. Härtel, einer Tochter des Musikverlegers Gottfried Christoph Härtel. Sein älterer Bruder war Victor Hase.
Er besuchte das Stoysche Institut in Jena, Ostern 1857 zog er an das Gymnasium in Weimar und 1858 das Gymnasium in Eisenach. 1861 studierte er an der Universität Jena evangelische Theologie bei Carl Ludwig Wilibald Grimm (1807–1891), Johann Gustav Stickel (1805–1896), bei seinem Vater die Kirchengeschichte, Logik bei Kuno Fischer, bei Johann Karl Eduard Schwarz (1802–1870) theologische Ethik und Archäologie der Kunst bei Karl Wilhelm Göttling. 1864 absolvierte Hase sein erstes theologisches Examen in Weimar und begab sich auf eine Studienreise, welche ihn nach Genf und Paris führte. Ostern 1865 wurde er Collaborator an der Hofkirche Weimar und promovierte im selben Jahr zum Dr. phil. 1866 stieg er zum Hofcollaborator und 1868 zum Hofdiakon auf, wurde Lizentiat der Theologie und veröffentlichte eine kritische Rezension über Ernest Renans 1863 erschienene Schrift Leben Jesu. Aus diesem Dienstverhältnis wurde er 1870 entlassen, wirkte seitdem als Felddivisionspfarrer in Weimar und nahm am Deutsch-Französischen Krieg teil.
1871 wechselte von Hase in gleicher Stellung nach Hannover und wirkte ab 1876 als Militäroberpfarrer in Königsberg (Preußen). An der Universität Königsberg wirkte er als außerordentlicher Professor der Theologie und promovierte 1878 zum Doktor der Theologie. Er gewann die Wertschätzung Wilhelms I. und Friedrichs III. und wurde 1889 von Wilhelm II. zum Hofprediger in Potsdam ernannt. Bereits nach zweieinhalb Jahren kam es jedoch zum Zerwürfnis mit dem Kaiser, wohl weil von Hase menschlich und politisch dessen verstorbenem Vater Friedrich III. näher stand.
1894 ging von Hase nach Breslau, wurde Konsistorialrat im Konsistorium für die Kirchenprovinz Schlesien und am 12. Dezember 1896 Honorarprofessor für Praktische Theologie an der Universität Breslau. Im Königlichen Konsistorium der Provinz Schlesien arbeitete er eng mit den Generalsuperintendenten Theodor Nottebohm und Wilhelm Haupt zusammen. Er gehöre wie Nottebohm dem Verein für Reformationsgeschichte an und v. Hase war auch das Gasteinertal in Österreich sehr vertraut, wo der Generalsuperintendent im August 1910 Urlaub machte.
Zusammen mit seiner gebildeten und musikalischen Frau Clara wurde er zum Mittelpunkt eines geselligen Kreises, zu dem unter anderen Felix Dahn, Johann von Mikulicz und Robert von Zedlitz-Trützschler gehörten. In den 1910er Jahren erkrankte Karl Alfred von Hase an Krebs und starb daran am Neujahrstag 1914.
Von Hase ordnete sich der „kirchlich-positiven“ Richtung unter den Theologen seiner Zeit zu und besuchte den führenden Kopf der württembergischen Erweckungsbewegung Johann Christoph Blumhardt (1805–1880) in Bad Boll. Im Lehrbeanstandungsverfahren um den Kölner Pfarrer Carl Jatho trat er jedoch für diesen ein.

## Familie
Karl Alfred von Hase verheiratete sich am 19. Juli 1871 in der Weimarer Hofkirche mit Klara Karoline Xaverine Agnes Luise Elise Gräfin von Kalckreuth (* 17. Oktober 1851 in Düsseldorf; † 2. Dezember 1903 in Breslau), die Tochter des Weimarer Professors Stanislaus von Kalckreuth und Schwester Leopold von Kalckreuths. Von den aus dieser Ehe stammenden Kindern kennt man:
- Elisabeth Anna Pauline Magdalene (* 15. Juni 1872 in Hannover; † 13/14. Februar 1945 in Dresden) wurde seit dem Luftangriff auf Dresden vermisst
- Hannah Karoline Helene Marie von Hase (* 19. Juli 1873 in Hannover; † 21. März 1941 in Berlin) heiratete am 5. März 1893 in Potsdam den Offizier und späteren General Gustav Adolph Joachim Rüdiger Graf von der Goltz
- Johannes (Hans) Karl Paul Stanislaus von Hase (* 19. Juli 1873 in Hannover; † 25. Mai 1958 in Marburg) wurde auch Theologe, wirkte als Superintendent an der Friedenskirche in Frankfurt an der Oder und heiratete am 30. April 1906 in Breslau Ada Amalie Charlotte Schwarz (* 16. März 1881 in Liegnitz; † 24. August 1956 in Heidelberg), die Tochter des Bischofs der Altapostolischen Gemeinde (Irvingianer) Karl Eduard Schwarz (* 3. August 1858 in Königsberg; † 24. Juli 1910 in Breslau) und dessen Frau Erdmuthe von Kries (* 6. September 1854 in Berlin; † 30. März 1918)
- Paula Marie Klara Anna von Hase (* 30. Dezember 1876 in Königsberg/Preußen; † 1. Februar 1951 in Berlin) heiratete am 5. März 1898 in Breslau den Mediziner Karl Bonhoeffer
- Karl Gottfried von Hase (* 8. September 1880 in Königsberg/Preußen; † 8. März 1884 ebd.)
- Benedikt Karl August von Hase (* 12. Dezember 1890 in Potsdam; † 25. Dezember 1979 in Berlin) wurde Kunstmaler und Radierer, verheiratete sich mit Philippine Mladek († 1. Februar 1966), der Tochter des Johann Mladek.

## Auszeichnungen
Karl Alfred von Hase war Träger des Eisernen Kreuzes 2. Klasse und des preußischen Kronenordens 2. Klasse.

## Schriften (Auswahl)
- Lutherbriefe in Auswahl. Leipzig 1867
- Wormser Lutherbuch. Mainz 1868
- Sebastian Frank von Wörd, der Schwarmgeist. Ein Beitrag zur Reformationsgeschichte. Leipzig 1869
- Die Bedeutung des Geistlichen in der Religion. Leipzig 1874
- Zur italienischen Reformationsgeschichte. Leipzig 1876
- Innere Mission. Leipzig 1877
- Herzog Albrecht von Preußen und sein Hofprediger. Leipzig 1879
- Die Hausandacht. Leipzig 1891
- Christi Armut unser Reichtum. 1893
- Briefe eines Feldgeistlichen aus dem Kriege 70/71. 1896
- Unsere Hauschronik. Geschichte der Familie in vier Jahrhunderten. Breitkopf & Härtel, Leipzig 1898 (Digitalisat)
- Die physiologische Begründung der religiösen Weltanschauung. 1901
- Kirchliche und bürgerliche Toleranz. 1905
- Neutestamentliche Parallelen zu buddhistischen Quellen. 1905